# Rhoga
Rhoga (łac. Diocesis Rhogensis) – stolica historycznej diecezji w Cesarstwie rzymskim w prowincji Epirus vetus. Współcześnie identyfikowane z Néa Kerasoúnta w północnej Grecji. Obecnie katolickie biskupstwo tytularne. 

## Biskupi tytularni
| Lp. | Biskup             | Funkcja                     | Od              | Do |
| --- | ------------------ | --------------------------- | --------------- | -- |
| 1   | Grzegorz Olszowski | biskup pomocniczy katowicki | 13 czerwca 2018 |    |